# Spencer (Tennessee)
Pour les articles homonymes, voir Spencer.
La ville américaine de Spencer est le siège du comté de Van Buren, dans l’État du Tennessee. Lors du recensement de 2010, sa population s’élevait à 1 601 habitants.

## Source
- (en) Cet article est partiellement ou en totalité issu de l’article de Wikipédia en anglais intitulé « Spencer, Tennessee » (voir la liste des auteurs).